# 쉬자잉
쉬자잉(서가영, 중국어: 徐佳瑩, 병음: Xú JiāYíng, 1984년 12월 20일 ~ )은 타이완의 싱어송라이터이다. 라라(Lala), 라라 수(Lala Hsu)라는 예명을 갖고 있다.